# Pedro (Aéronavale)
Pour les articles homonymes, voir Pedro.

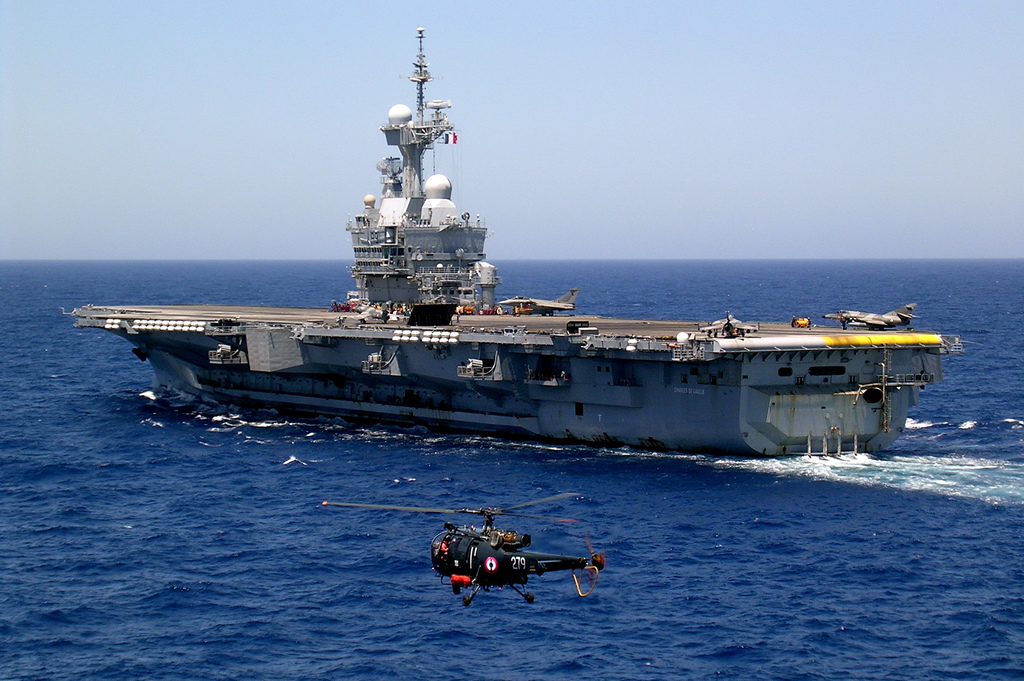
Pedro français : Alouette III derrière le porte-avion Charles de Gaulle. Remplacé par des hélicoptères Dauphin depuis son retrait.

À bord d'un porte-avions, l'hélicoptère de sauvegarde, baptisé « Pedro », prend sa position de sauvetage à une centaine de mètres du porte-avions, travers bâbord pour surveiller les avions au catapultage ou en finale pour l'appontage. De nuit, sa position est sur le travers tribord pour ne pas gêner avec ses feux les avions qui approchent, ni la remise de gaz en cas d'échec à l'appontage. À bord du Pedro, se tiennent un plongeur équipé, prêt à être mis à l'eau pour secourir un pilote en cas de crash ou d'éjection, un mécanicien opérateur du treuil et deux pilotes.
Pour maximiser les chances de survie de l'équipage éjecté, le treuillage doit être effectué en moins de trois minutes.
Le surnom « Pedro » provient vraisemblablement de celui de l'hélicoptère HH-43 Huskie dont c'était le callsign lorsqu'il assurait le rôle de SAR pendant la guerre du Viêt Nam pour le compte des armées américaines.
Dans l'aéronavale française, ce rôle est actuellement tenu par des AS-365F Dauphin qui ont remplacé les SA-316B Alouette III. À noter que le porte hélicoptères Jeanne d’Arc avait aussi une Alouette III, comme « Pedro ».
Lors d'une intervention en mer, le rescapé est hélitreuillé vers la surface. Cet hélicoptère de sauvetage avancé est aussi utilisé lors d’intervention d’« homme à la mer ». On peut aussi rajouter qu’aucun pilote de l’aéronavale ne décollera d’un porte-avions, si un « Pedro » n’est pas soit en alerte, soit décollé. En France, l’équipage de ces hélicoptères est composé de 4 personnes : 1 pilote commandant de bord, 1 copilote , 1 opérateur treuilliste et 1 nageur sauveteur.
Dans l'US Navy, les Pedro sont actuellement des SH-60 Seahawk, remplaçant les SH-3 Sea King. Lors d'une intervention en mer, le sauveteur saute directement à l’eau.

## Sources
- « Mer et Marine », sur meretmarine.com via Wikiwix (consulté le 2 avril 2024)